# Acanthemblemaria stephensi
Acanthemblemaria stephensi är en fiskart som beskrevs av Richard H. Rosenblatt och Mccosker, 1988. Acanthemblemaria stephensi ingår i släktet Acanthemblemaria och familjen Chaenopsidae. IUCN kategoriserar arten globalt som sårbar. Inga underarter finns listade i Catalogue of Life.